# Phare de Bloody Point Bar
Le phare de Bloody Point Bar (en anglais : Bloody Point Bar Light) est un phare offshore à caisson situé près de Kent Island, en baie de Chesapeake dans le Comté de Queen Anne, Maryland.

## Historique
Bien qu'un feu à cet endroit ait été demandé pour la première fois en 1865, les fonds n'ont pas été affectés avant 1881. D'après l'expérience des dommages causés par la glace aux structures sur pilotis, une conception de caisson a été choisie similaire à celle du phare de Sharps Island, qui était en construction au temps. Celui-ci pencha immédiatement et un enrochement fut posé immédiatement pour arrêter de nouveaux dommages et, en 1884-1885, un programme de dragage et de pierre supplémentaire a réussi à amener la lumière à quelques degrés de verticalité. Dans la même période, une pièce a été ajoutée sur le côté pour abriter une cloche brouillard et son mécanisme de sonnerie.
En 1960, l'intérieur du phare a été détruit par un incendie qui s'est déclenché à partir d'un court-circuit électrique dans la salle d'équipement et s'est propagé dans l'ensemble du bâtiment. Les deux garde-côtes résidents n'ont pas réussi à lutter contre l'incendie et ont finalement dû abandonner leur poste, s'échappant de justesse lorsque leur canot a été pris au bout de ses lignes sur les bossoirs. Une grosse vague les a libéré à temps pour éviter d'être pris dans l'explosion des réservoirs de carburant. L'intérieur du phare, y compris l'objectif, ont été détruits totalement. Il a été complètement vidé et automatisé avec une nouvelle lentille acrylique l'année suivante.
En 2006, la lumière, comme beaucoup d'autres sur la baie, a été offerte aux enchères, et elle a été achetée par Michael Gabriel, un avocat du Nevada qui a annoncé son intention de rénover l'intérieur. Rien n'a été fait pour réhabiliter ou stabiliser le phare.
Désactivée depuis 2017, à cause de son mauvais état, la lumière a été déplacée sur une structure voisine sur pilotis.

## Description
Le phare est une tour en fonte de 12 m de haut, avec une galerie et une lanterne, montée sur un caisson métallique. Le phare est peint brun rougeâtre et la lanterne est noire.
Il émet, à une hauteur focale de 16 m, un bref éclat blanc de 0.6 secondes par période de 6 secondes. Sa portée est de 9 milles nautiques (environ 17 km). Il possède aussi un feu à secteurs rouges couvrant les hauts-fonds voisins avec une portée de 7 milles nautiques (environ 13 km).
Il est équipé d'une cloche de brouillard émettant trois souffles toutes les 30 secondes, en continu du 15 septembre au premier juin.

## Caractéristiques dufeu maritime
Fréquence : 6 secondes (W)
- Lumière : 0.6 seconde
- Obscurité : 5.4 secondes

Identifiant : ARLHS : USA-063 ; USCG : 2-7750 ; Admiralty : J2186 .

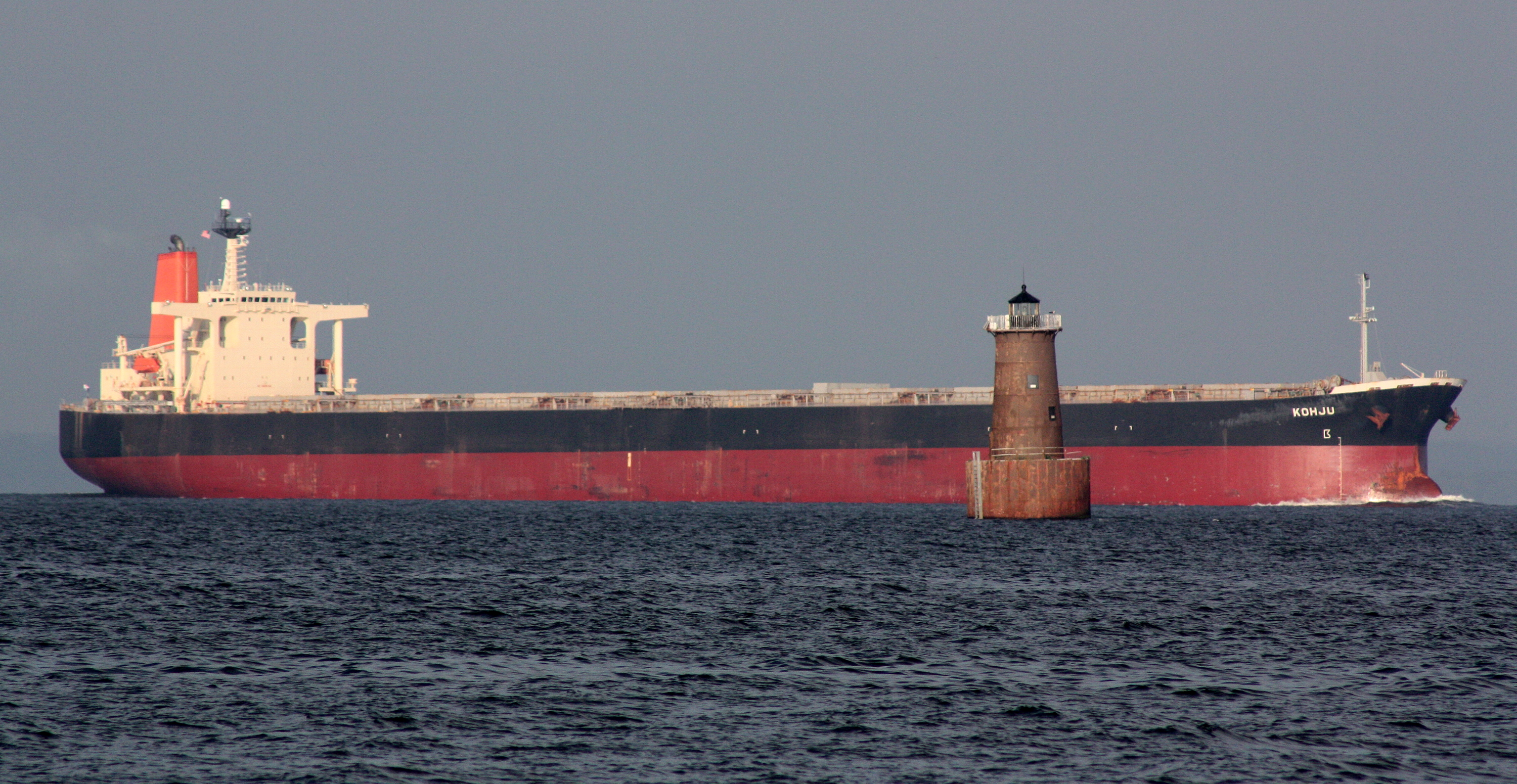
Bloody Point Bar
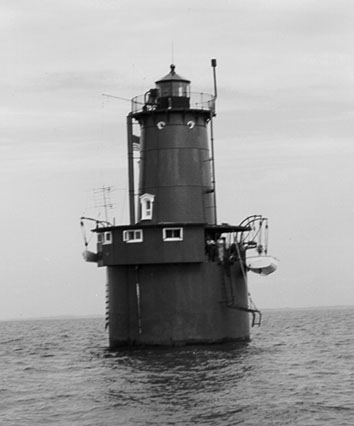
Le phare

### Lien connexe
- Liste des phares du Maryland